# 圖卡諾 (巴伊亞州)

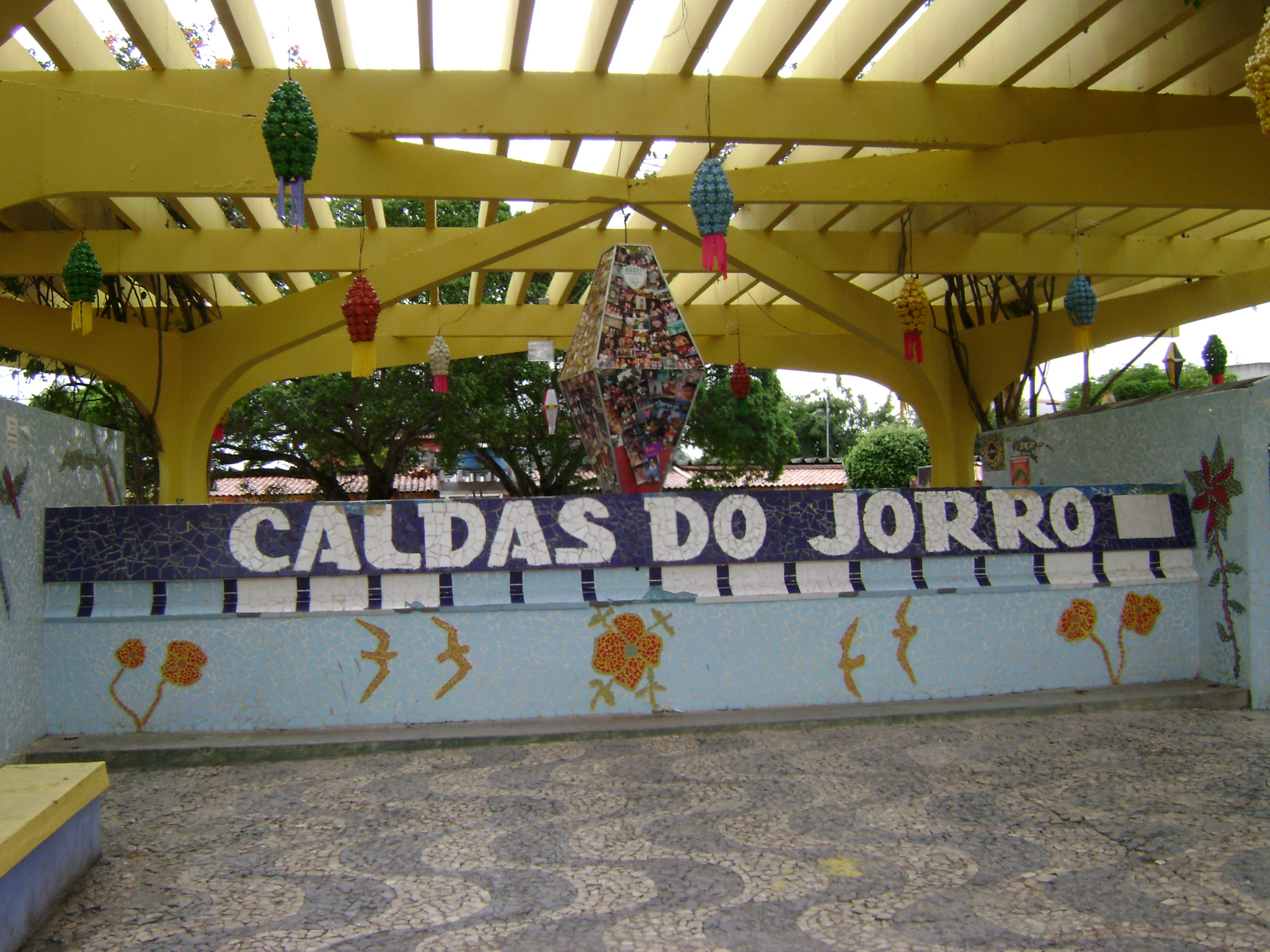
圖卡諾

圖卡諾（葡萄牙語：Tucano），是巴西的城鎮，位於該國東北部，由巴伊亞州負責管轄，始建於1837年3月21日，面積2,801平方公里，海拔高度209米，2013年人口55,923，人口密度每平方公里19.96人。